# Cypriconcha gnathostoma
Cypriconcha gnathostoma är en kräftdjursart som beskrevs av Ferguson 1967. Cypriconcha gnathostoma ingår i släktet Cypriconcha och familjen Cyprididae. Inga underarter finns listade i Catalogue of Life.